# Septemwrijci (obwód Montana)
Septemwrijci (bułg. Септемврийци) – wieś w Bułgarii, w obwodzie Montana, w gminie Wyłczedrym. Według danych szacunkowych Ujednoliconego Systemu Ewidencji Ludności oraz Usług Administracyjnych dla Ludności, 15 września 2023 roku miejscowość liczyła 998 mieszkańców.